# Ingmar Pörn
Gustav Ingmar Pörn, född 19 augusti 1935 i Korsholm, död 8 februari 2014, var en finlandssvensk filosof.
Ingmar Pörn växte upp på ett jordbruk i Österbotten. Han blev elev till professor Erik Stenius vid Åbo akademi, och influerades också av bland andra Georg Henrik von Wright, Jaakko Hintikka och Stig Kanger. Pörn tillbringade på 1960- och 70-talen 18 år i England, där han studerade vid Oxfords universitet, blev lektor i filosofi i Birmingham och PhD vid universitetet i Birmingham 1968. Han disputerade 1977 vid Uppsala universitet på avhandlingen Action theory and social science. Pörn fick den svenskspråkiga professuren i filosofi vid Helsingfors universitet 1978, vilken han innehade till 1998. Han utnämndes 1996 till hedersdoktor vid Linköpings universitet.